# Liste des monuments historiques de Clamecy (Nièvre)
Ce tableau présente la liste de tous les monuments historiques classés ou inscrits dans la ville de Clamecy (Nièvre) en France.

## Liste
| Monument                                                       | Adresse                                | Coordonnées                      | Notice         | Protection | Date | Illustration                                      |
| -------------------------------------------------------------- | -------------------------------------- | -------------------------------- | -------------- | ---------- | ---- | ------------------------------------------------- |
| Abbaye de Clamecy                                              | Place Saint-Jean                       | 47° 27′ 34″ nord, 3° 31′ 08″ est | « PA00112848 » | Inscrit    | 1927 | Image manquante Téléverser                        |
| Chapelle des évêques de Bethléem                               |                                        | 47° 27′ 36″ nord, 3° 31′ 28″ est | « PA00112849 » | Inscrit    | 1927 | Chapelle des évêques de Bethléem                  |
| École royale d'artillerie                                      | Rue Jean-Jaurès                        | 47° 27′ 40″ nord, 3° 31′ 09″ est | « PA00112850 » | Inscrit    | 1985 | École royale d'artillerie                         |
| Église Notre-Dame-de-Bethléem de Clamecy                       | faubourg de Béthléem Route d'Armes     | 47° 27′ 34″ nord, 3° 31′ 26″ est | « PA58000015 » | Inscrit    | 2000 | Église Notre-Dame-de-Bethléem de Clamecy          |
| Église Saint-Martin de Clamecy                                 |                                        | 47° 27′ 36″ nord, 3° 31′ 09″ est | « PA00112851 » | Classé     | 1840 | Église Saint-Martin de Clamecy                    |
| Hôtel de Bellegarde                                            | 13 avenue de la République             | 47° 27′ 37″ nord, 3° 31′ 13″ est | « PA00112852 » | Inscrit    | 1934 | Image manquante Téléverser                        |
| Maison                                                         | Rue du Grand-Marché                    | 47° 27′ 34″ nord, 3° 31′ 10″ est | « PA00112854 » | Inscrit    | 1929 | Maison                                            |
| Maison                                                         | Rue du Temple                          | 47° 27′ 37″ nord, 3° 31′ 08″ est | « PA00112858 » | Inscrit    | 1927 | Image manquante Téléverser                        |
| Maison                                                         | Place Saint-Jean Rue du Marché         | 47° 27′ 35″ nord, 3° 31′ 11″ est | « PA00112857 » | Inscrit    | 1937 | Image manquante Téléverser                        |
| Maison                                                         | Rue du Grand-Marché Rue de la Monnaie  | 47° 27′ 33″ nord, 3° 31′ 10″ est | « PA00112855 » | Inscrit    | 1937 | Maison                                            |
| Maison du chapitre Saint-Martin                                | Rue du Grenier-à-Sel                   | 47° 27′ 37″ nord, 3° 31′ 11″ est | « PA00112853 » | Inscrit    | 1925 | Maison du chapitre Saint-Martin                   |
| Maison à pans de bois (Clamecy, 2 rue de la Tour)              | 2 rue de la Tour                       | 47° 27′ 37″ nord, 3° 31′ 08″ est | « PA00112859 » | Inscrit    | 1927 | Maison à pans de bois (Clamecy, 2 rue de la Tour) |
| Maison à pans de bois                                          | Rue de l'Hospice Rue du Pont-Chatelain | 47° 27′ 37″ nord, 3° 31′ 13″ est | « PA00112856 » | Classé     | 1923 | Maison à pans de bois                             |
| Ancienne usine de la Société des produits chimiques de Clamecy | Quai Saint-Roch                        | 47° 28′ 00″ nord, 3° 31′ 21″ est | « PA58000042 » | Inscrit    | 2014 | Image manquante Téléverser                        |